# B-ISDN
B-ISDN(Broadband Integrated Services Digital Network)은 초고속으로 대용량 데이터를 전송하며 디지털 방식의 통신 방식을 사용하는 통신망이다. 1980년대에 전기통신 산업은 디지털 서비스들이 음성 서비스가 공중 교환 전화망과 동일한 패턴을 따를 것으로 예측했으며 이에 따라 B-ISDN이라는 이름의 단대단 회선 교환 서비스를 고안해 냈다.

## 역사
B-ISDN 이전에 오리지널 ISDN은 아날로그 전화 시스템을, 음성과 비음성 트래픽에 모두 적절한 디지털 시스템으로 대체하는 일을 시도했다. ISDN 장비에 대한 더 많은 사용자 수요를 이끌어 대량 생산과 저렴한 ISDN 칩을 가능케 하기 위해 베이식 레이트 인터페이스 표준의 전 세계적 동의를 취득하는 일이 예견되었다. 그러나 컴퓨터 네트워크 기술이 빠르게 진보하는 동안 표준화 과정에 수년이 소요되었다. ISDN 표준이 제품에 최종 동의되는 시점에서 구식이 되어버렸다. 가정용의 경우 새로운 서비스들의 최대 수요가 동영상, 음성 전송이지만 ISDN의 기본 속도는 필요한 채널 용량이 부족하다.
이로 인해 브로드밴드(broadband)라는 단어가 추가된 B-ISDN이 탄생하게 되었다. 이 용어가 물리학, 공학적인 의미를 가졌으나, CCITT는 이를 "예비율보다 더 큰 속도를 지원할 수 있는 전송 채널을 요구하는 서비스나 시스템의 자격을 갖추는 것"으로 정의하였으며 이는 곧 1.5~2 Mbit/초의 기본 속도를 의미했다.

## 추가 문헌
- Ender Ayanoglu; Nail Akar. “B-ISDN (Broadband Integrated Services Digital Network)”. Center for Pervasive Communications and Computing, UC Irvine. 2011년 6월 19일에 확인함.